# Macrocerca shiptona
Macrocerca shiptona är en kackerlacksart som beskrevs av Roth, L. M. 1994. Macrocerca shiptona ingår i släktet Macrocerca och familjen storkackerlackor. Inga underarter finns listade i Catalogue of Life.